# Mai 1987

## Événements
- Répression militaire des mouvements séparatistes en Inde et à Sri Lanka : le président du Sri Lanka Jayawardene lance une offensive contre les séparatistes Tamouls. Rajiv Gandhi envoie des vivres aux Tamouls de Sri Lanka, ce qui convainc Jayawardene de négocier.
- 1er mai : béatification à Cologne de la carmélite d’origine juive Edith Stein, morte au camp d’Auschwitz en 1942, en présence du pape Jean-Paul II.
- 3 mai, (Formule 1) : Grand Prix automobile de Saint-Marin remporté par le Britannique Nigel Mansell.
- 3 mai, (athlétisme) Coupe du monde de marche 1987
- 3 mai : suicide de Dalida
- 6 mai : 
  - dépôt de bilan du journal français Le Matin de Paris[1].
  - le Parti national du président Pieter Botha remporte les élections législatives sud-africaines avec près de 52% des suffrages[1].
- 9 mai : crash d'un avion long-courrier Iliouchine Il-62 de la compagnie polonaise LOT Polish Airlines près de Varsovie faisant 172 victimes[1].
- 11 mai : 
  - le parti de la présidente philippine Corazon Aquino remporte les élections législatives[1].
  - voyage officiel du Président de la République française François Mitterrand à Berlin l’occasion du 750ème anniversaire de la ville[1].
  - ouverture du procès de Klaus Barbie, le chef de la section IV (SIPO-SD) dans les services de la police de sûreté allemande basée à Lyon durant l'Occupation, devant la cour d’assises du Rhône.
- 12 mai : protocole de Quito, qui laisse désormais chaque État de la Communauté andine des Nations libre d’adopter sa propre réglementation en matière d’investissements étrangers[2].
- 14 mai (Fidji) : coup d’État dirigé par le colonel Sitiveni Rabuka, visant à restaurer l’autorité des Fidjiens autochtones. Le gouverneur-général de la Grande-Bretagne, représentant la reine Élisabeth II, prend alors le pouvoir exécutif et négocie un accord entre les Indiens et les Fidjiens autochtones.
- 17 mai : 
  - en remportant le GP de Belgique, Alain Prost remporte la 27e victoire de sa carrière, égalant le record du nombre de victoires en Grand Prix, détenu depuis 1973 par Jackie Stewart.
  - Le navire américain USS Stark (FFG-31) encaisse à trente secondes d'intervalle deux impacts de missiles Exocets irakiens et perd 37 marins.
  - le footballeur français Michel Platini dispute son dernier match professionnel au Stadio Comunale de Turin (Italie).
- 19 mai : le réalisateur français Maurice Pialat remporte la Palme d'or au Festival de Cannes[1].
- 20 mai :
  - trois Mirages F1 français de la 30e escadre de chasse (affectée à la base aérienne 112 Reims-Champagne) s'écrasent dans le massif du Pilat.
  - inauguration du Parc d’attractions Mirapolis à Courdimanche (Val-d'Oise).
- 24 mai : 
  - Jacques Chirac est réélu à la président du RPR[1].
  - le Président de la République française François Mitterrand arrive à Ottawa pour une visite officielle au Canada de trois jours.
- 26 mai : la Direction de la Surveillance du territoire découvre 12 kilos d’explosifs dans la forêt de Fontainebleau quelques heures après de nouvelles menaces du  Comité de solidarité avec les prisonniers politiques arabes et du Proche-Orient[1].
- 27 mai :
  - football : le FC Porto remporte la Coupe d’Europe des clubs champions face au Bayern Munich.
  - URSS : réhabilitation de l’écrivain soviétique Boris Pasternak[1].
- 28 mai : 
  - URSS : le jeune allemand Mathias Rust atterrit sur la place Rouge à Moscou avec un avion de tourisme Cessna 172.
  - le skipper suisse Pierre Fehlmann remporte la course transatlantique Lorient-St Pierre & Miquelon-Lorient[1].
- 31 mai  :
  - (Formule 1) : le Grand Prix automobile de Monaco est remporté par le Brésilien Ayrton Senna sur Lotus-Honda.
  - Ouverture du Futuroscope près de Poitiers.

## Naissances
- 4 mai :
  - Cesc Fàbregas, footballeur espagnol.
  - Rémi Deval : humoriste et comédien.
- 7 mai : 
  - Jérémy Ménez, footballeur français.
  - Pierre Ducasse, footballeur français.
  - Levan Khabeichvili, homme politique géorgien.
- 9 mai : Kevin Gameiro, footballeur français.
- 10 mai : Jason Schreier, journaliste américain.
- 13 mai : 
  - Candice Accola, actrice et chanteuse américaine.
  - Hunter Parrish, acteur américain.
- 14 mai : François Steyn, rugbyman sud-africain.
- 15 mai : Andy Murray, joueur de tennis britannique.
- 17 mai : Edvald Boasson Hagen, coureur cycliste norvégien.
- 19 mai : Lenny Tavárez (en), artiste musical Portoricain.
- 20 mai : Kristopher Van Varenberg, acteur belgo-américain et fils aîné de Jean-Claude Van Damme.
- 22 mai : Novak Djokovic (en cyrillique Новак Ђоковић), joueur de tennis.
- 23 mai : Bray Wyatt, catcheur américain († 24 août 2023).
- 27 mai : Gervinho, footballeur ivoirien.

## Décès
- 3 mai :  Dalida, chanteuse et actrice française (° 17 janvier 1933).
- 4 mai : Konstanty Jeleński, écrivain, traducteur et essayiste polonais (° 2 janvier 1922).
- 6 mai : William Casey, homme politique et homme d'État américain, directeur de la Central Intelligence Agency (° 13 mars 1913).
- 11 mai : Emmanuel Vitria, doyen à l'époque des greffes du cœur.
- 14 mai : Rita Hayworth, actrice américaine (° 17 octobre 1918).
- 29 mai : Jean Delay, psychiatre et neurologue français (° 14 novembre 1907).
- 31 mai : Wanda Jakubińska, actrice de théâtre et de cinéma polonaise (° 6 juillet 1903).